# Convenio de Bruselas sobre la distribución de señales portadoras de programas transmitidas por satélite

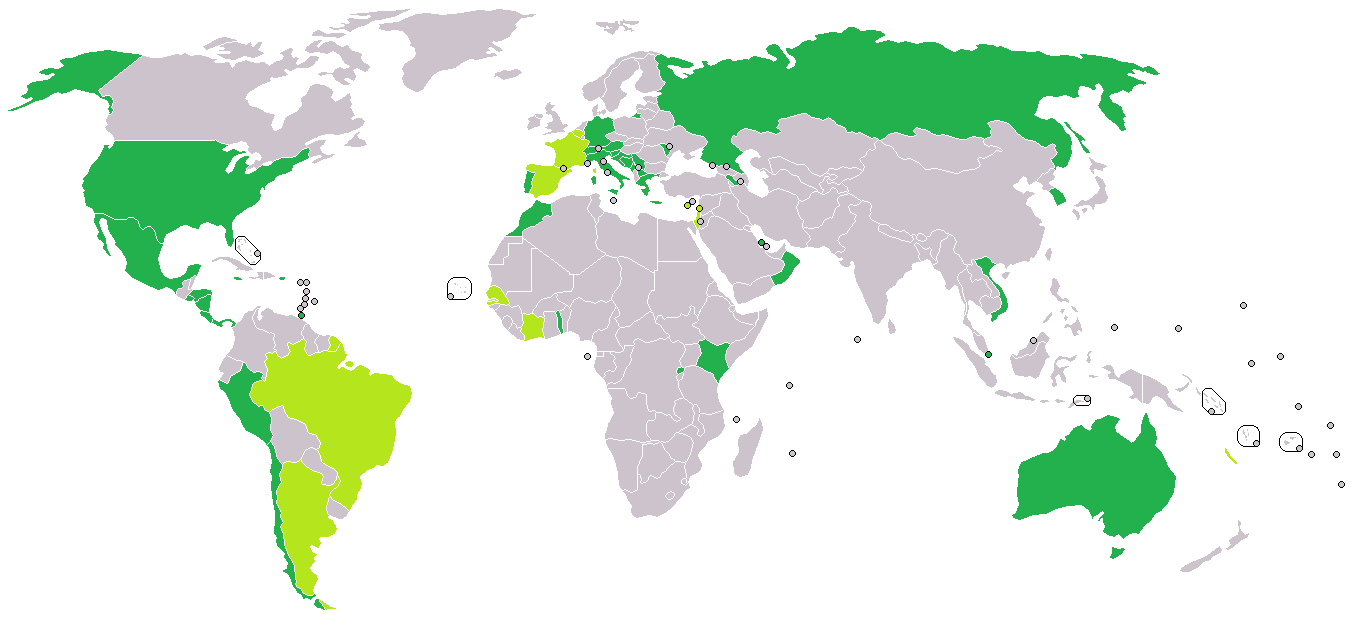
Ratificado
Firmado pero no ratificado

El Convenio de Bruselas sobre la distribución de señales portadoras de programas transmitidas por satélite fue redactado en Bruselas el 21 de mayo de 1974 y entró en vigor el 25 de agosto de 1979.  Está supervisado por el Comité de las Naciones Unidas sobre los Usos Pacíficos del Espacio Ultraterrestre .

## Provisiones
El Convenio establece la obligación de cada Estado contratante de tomar medidas adecuadas para impedir la distribución no autorizada en o desde su territorio de cualquier señal portadora de programas transmitida por satélite. Se considera que una distribución carece de autorización si no ha sido autorizada por el organismo que ha decidido el contenido del programa.
Se exceptúan de tal protección las señales no autorizadas cuando transmitan breves fragmentos que contengan informaciones sobre acontecimientos de actualidad y, para el caso de países en desarrollo, las señales emitidas con fines educativos exclusivamente, incluida la enseñanza de adultos y la investigación científica.

## Países miembros
Hasta 2023, la convención ha sido ratificada por 39 estados.Existen diez países que firmaron pero no ratificaron.